# ارناس
ارناس (به اسپانیایی: Arenas) یکی از دهستان‌های اسپانیا است که در مالاگا واقع شده‌است.

## خصوصیات
ارناس ۲۶٫۳ کیلومترمربع مساحت و ۱٬۴۲۳ نفر جمعیت دارد و ۵۰۰ متر بالاتر از سطح دریا واقع شده‌است.

## نگارخانه

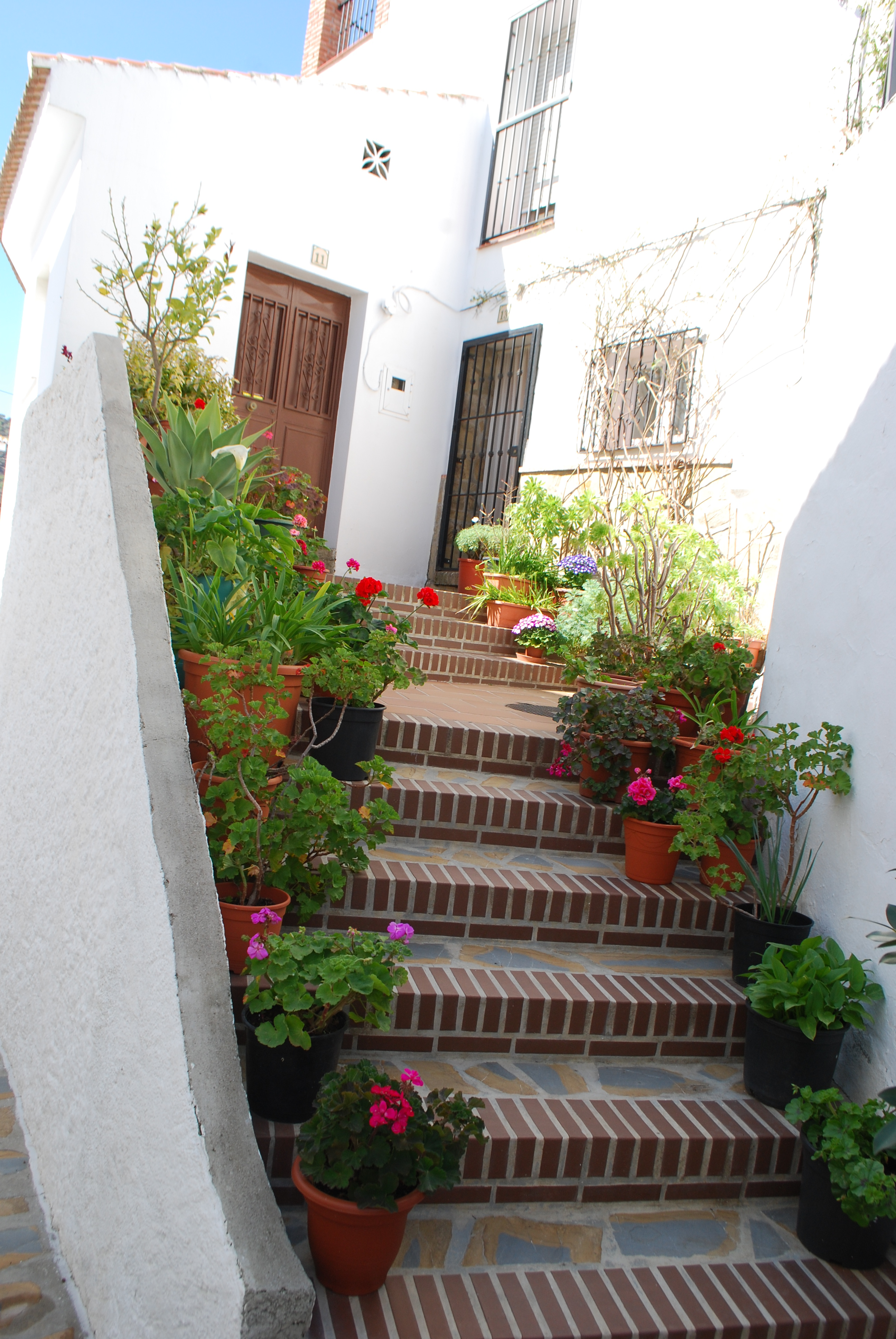
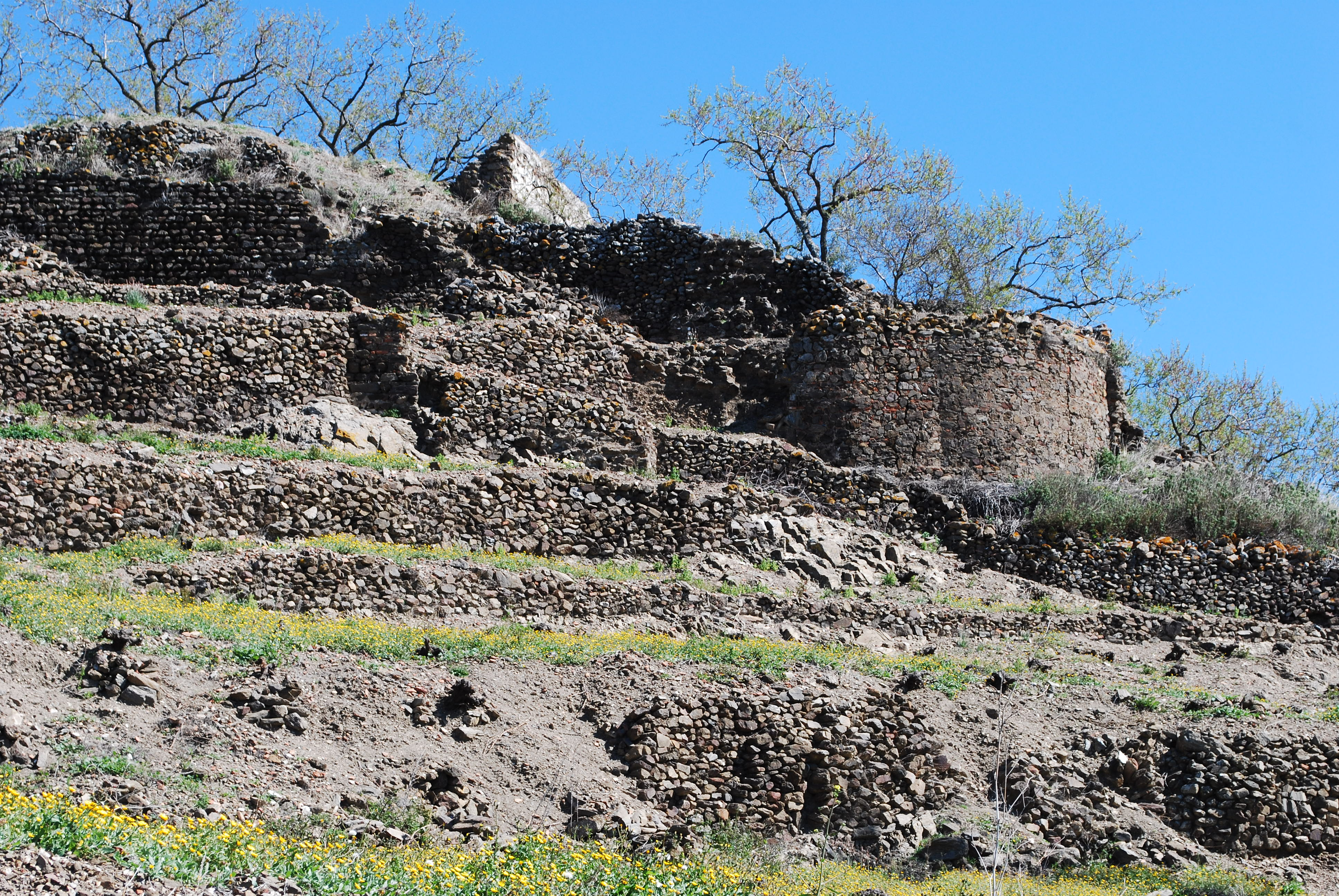
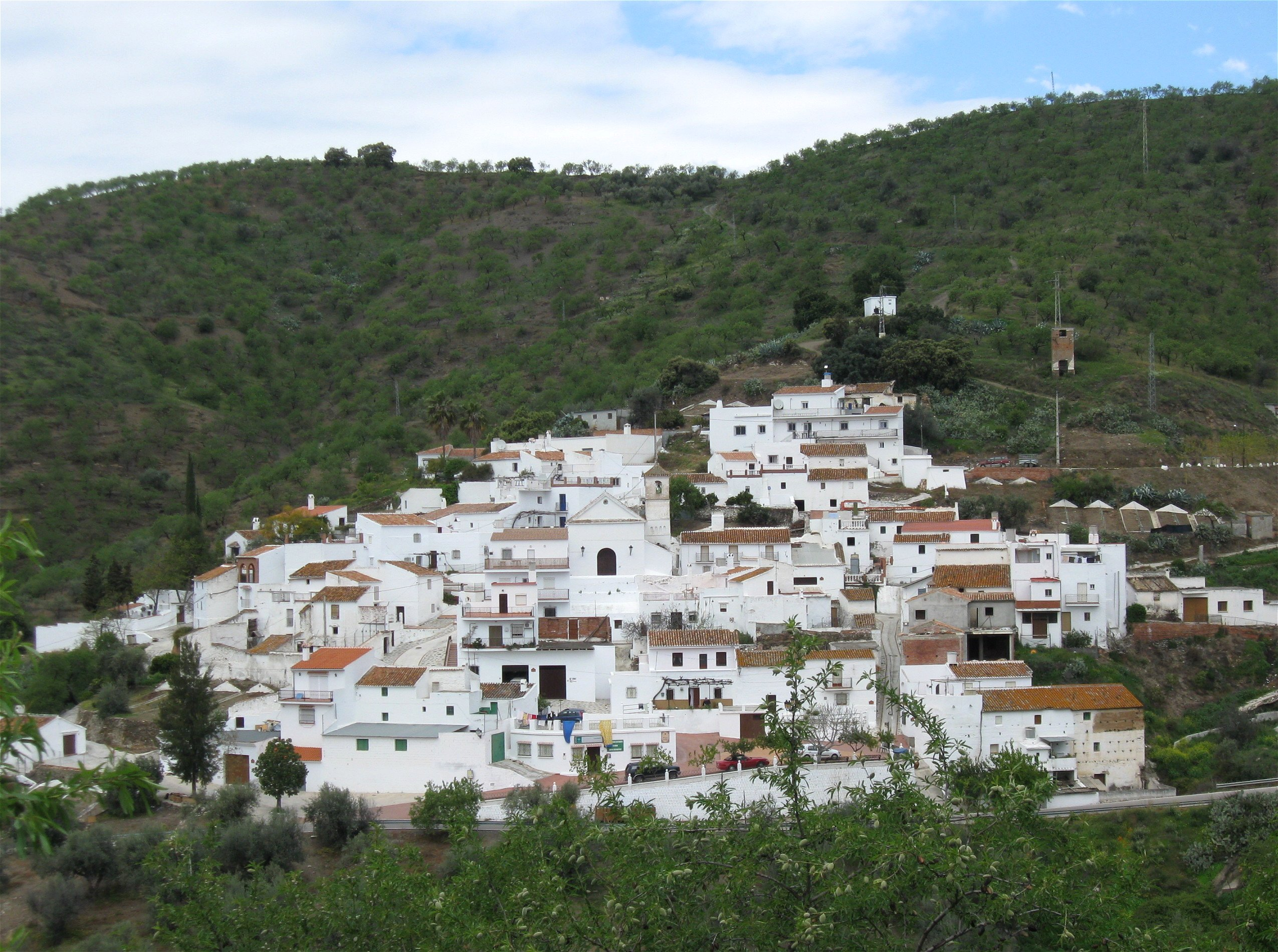